# Hydron
 Der er for få eller ingen kildehenvisninger i denne artikel, hvilket er et problem. Du kan hjælpe ved at angive troværdige kilder til de påstande, som fremføres i artiklen.

En hydron (H+) er det kemiske udtryk for den naturligt forekommende ion af det mindste grundstof hydrogen. Da hydrogenatomet almindeligvis består af én proton og én elektron, vil en hydron derfor som regel være ensbetydende med den proton, der fremkommer, når elektronen afgives. Men dels for at skelne mellem ionen H+ og elementarpartiklen proton, og dels fordi naturligt forekommende hydrogen indeholder en vis andel af deuterium (²H, hvor kernen indeholder én proton og én neutron) og tritium (3H, hvor kernen indeholder én proton og to neutroner), bruger man nu udtrykket hydron om hydrogenionen.
Brugen er dog ikke konsistent og i de fleste ældre bøger henvises til hydrogenionen som en proton.
Man bruger betegnelsen hydron i stedet for den tidligere betegnelse H+ indenfor syre/base kemi. Årsagen til betegnelsen hydron er fordi en proton er det samme som en H+. Protonen (H+) findes aldrig frit i kemien. Protonen kaldes hydron for at vise at den altid vil være en del af et molekyle.